# Johannes Klingen
Johannes Klingen (kloosternaam: broeder Jozef Albertus of  Joseph Albertus, F.S.C.; Gilze-Rijen, 22 februari 1913 - Waalsdorpervlakte, 24 januari 1942) was een Nederlands religieus en tevens verzetsstrijder tijdens de Tweede Wereldoorlog.
Klingen was de zoon van verzetsstrijder Jan Klingen en woonde als Broeder Joseph Albertus in Heemstede, in het Sint Jean Baptiste de la Salle-huis van de Broeders van de Christelijke Scholen (F.S.C.) aan de Herenweg. Hij was een expert op radiogebied en had een patent aangevraagd op op afstand bestuurbare miniatuurvliegtuigen. De zeer intelligente Klingen gebruikte zijn kennis door radiocontact te houden met alle uithoeken van de wereld. Via zijn eigen zend-installatie zond hij berichten uit naar Amerika, Groenland, Indië en Australië, waarbij hij zich vlot van verschillende vreemde talen bediende.
Tijdens de oorlog was Klingen actief in een zendergroep die contacten onderhield met Engeland waarvan ook Kees van Lent lid was. De Delftse hoogleraar Richard Schoemaker stelde de codes op voor hem, zodat de berichten in Engeland voor waar aangenomen konden worden.
Ook was Klingen lid van een groep verzetsmensen die spionagewerkzaamheden verrichtten, de Groep ECH/3 waarvan ook Adrianus van Amerongen, Hans Bierhuijs, Willem Zietse en Henk Schoenmaker deel uitmaakten. Op 26 mei 1941 werd Klingen door de Rotterdamse V-Mann Anton van der Waals verraden en vastgezet in het Huis van Bewaring in Scheveningen (Oranjehotel). Op 24 januari daaropvolgend werd hij, samen met zijn naaste medewerker Henk Schoenmaker gefusilleerd op de Waalsdorpervlakte.
Klingen ontving postuum naderhand het Verzetsherdenkingskruis.
In Best is de "Johannes Klingenstraat" naar hem vernoemd en in Heemstede de "Broeder Josephlaan".